# Krzysztof Meyer
Krzysztof Meyer, né le 11 août 1943 à Cracovie en Pologne, est un compositeur de musique classique polonais.

## Biographie
Krzysztof Meyer a étudié la composition à l'École nationale supérieure de musique de Cracovie, d'abord dans la classe de Stanislaw Wiechowicz et après sa mort avec Krzysztof Penderecki. Il a terminé les cours de composition en 1965 et un an après, ceux de théorie (il a reçu deux diplômes d'études supérieures avec distinction). Il poursuivit ensuite ses études dans le domaine de la composition et du jeu du piano à Paris, sous la direction de Nadia Boulanger.
Dans les années 1966-1968, Meyer collabore en tant que pianiste avec l'ensemble de musique d'avant-garde MW2, en donnant des concerts en Pologne et dans la plupart des pays européens.
Après avoir terminé ses études, il a commence son activité pédagogique. Il enseigne à l'École nationale supérieure de musique de 1966 à 1987, en exerçant en même temps la fonction du vice-recteur de l'académie (1972-1975), et de directeur de la Chaire de la Théorie de musique (1975-1987). Depuis 1987 il est professeur de composition à la Hochschule für Musik à Cologne. Il donne également des cours sur la musique contemporaine dans de nombreux pays (l'Autriche, le Brésil, la France, l'Allemagne, la Suisse, le Venezuela, l'Union Soviétique).
Krzysztof Meyer, en dehors du jeu du piano et de la pédagogie, a écrit également des ouvrages sur la musique. Il est auteur du premier livre polonais sur la vie et l'œuvre de Dmitri Chostakovitch et Witold Lutosławski ainsi que de quelques dizaines d'articles, consacrés surtout à la musique contemporaine, publiés en Pologne et à l'étranger. Dans les années 1971-1989, il est membre de la direction de l'Union générale des compositeurs polonais, dont il devient le président entre 1985-1989. Par ailleurs, entre 1974 et 1988, il prend part aux travaux du comité du programme du Festival international de la musique contemporaine « Warszawska Jesien » (Automne de Varsovie).

## Récompenses
Krzysztof Meyer est lauréat de plusieurs prix nationaux et internationaux entre autres :
- Premier prix au Concours Grzegorz-Fitelberg (1968) pour sa 3e Symphonie,
- Grand Prix du prince Pierre-de-Monaco (1970) pour son opéra Cyberiada,
- Premier prix au Concours Karol-Szymanowski (1974) pour sa IV Symphonie,
- Deux fois décoré au Forum international des compositeurs UNESCO à Paris (en 1970 pour le 2e quatuor à cordes; en 1976 pour le 3e)
- Lauréat du prix du Ministre polonais de la Culture et de l'Art,
- Médaille du Gouvernement du Brésil (1975),
- Prix Herder (1984),
- Prix de l'Union des compositeurs polonais (1992),
- Prix de la Fondation A. Jurzykowski (1993)
- Prix Stamitz (1996).

Il est membre de l'Akademie der Künste à Mannheim. En 1991-1992 il était compositeur en résidence à la Philharmonie de Cologne et en 1996 au Festival de Seattle (États-Unis). Ses compositions sont interprétées pendant des festivals européens, entre autres : le Festival de musique contemporaine « Warszawska Jesien », « Muzicki Biennale Zagreb », SIMC, « Holland Festival », « Musikprotokoll-Graz », le Festival à Aldeburgh, au Schleswig-Holstein et Lucerne Festival.

## Œuvres

### Musique
Il a écrit certaines compositions sur la commande d'interprètes de renommée mondiale : le Concerto pour flûte pour Aurèle Nicolet, le Concerto pour hautbois  pour Lothar Faber, le Concerto pour clarinette pour Eduard Brunner, le Concerto pour violon pour Dimitri Sitkovietski, la Trilogie lyrique pour Peter Pears, Pezzo Capriccioso pour Heinz Holliger, les compositions pour violoncelle pour David Geringas, Ivan Monighetti et Boris Pergamenchtchikov. En 1970, sa Première Symphonie était une des compositions contemporaines obligatoires pendant le Stage international de la direction d'orchestre à Monte-Carlo dirigé par Igor Markevitch et son Hommage à Johannes Brahms était une œuvre obligatoire pendant le Concours International de la Direction d’Orchestre à Dublin en 1999.

### Œuvres pour la scène
- Cyberiada. Opéra Comique Fantastique - 1970. Livret du compositeur, basé sur une série de courtes histoires de Stanisław Lem, The Cyberiad.
- The Countess [Hrabina]. Ballet sur des thèmes de l'opéra de Stanisław Moniuszko - 1980
- The Gamblers [Igroki]. Une version complétée de l'opéra de Dmitri Chostakovitch d'après N. Gogol - 1981 (solistes du "Bolchoï" à Moscou, Nordwestdeutsche Philharmonie, Michail Jurowski, Capriccio 60 062-2)
- The Maple Brothers [Klonowi bracia]. Opéra pour enfants - 1989. Livret du compositeur d'après E. Szwartz

### Œuvres pour orchestre
- 7 symphonies:

nº 1 – 1964
nº 2 Epitaphium Stanisław Wiechowicz in memoriam pour chœur et orchestre – 1967
nº 3 Symphonie d'Orphée pour chœur et orchestre – 1968
nº 4 – 1973
nº 5 – 1979
nº 6 "Polish" Symphony – 1982 (Polish Radio Symphony Orchestra, A. Wit, ISPV 179 CD)
nº 7 Sinfonia del tempo che passa – 2002–2003 (NOSPR, G. Chmura; DUX 0695)
- Fireballs – 1976 (Orchestre de la Philharmonie de Silésie, Karol Stryja, Polish Information Center 007)
- Symphonie en ré majeur in Mozartean style – 1976
- Hommage à Johannes Brahms – 1982 (Kölner-Rundfunk-Sinfonie-Orchester, A. Wit, KOCH 3-5037-2)
- Musica incrostata – 1988 (WOSPRiT, A. Wit, Koch Schwann 3-1573-2)
- Farewell Music – 1997
- nº 8 "Sinfonia da requiem" (2009)

### Œuvres pour instrument(s) solistes et orchestre
- 2 Concertos pour flûte

nº 1 – 1964
nº 2 – 1983
- 2 Concertos pour violon

nº 1 – 1965 (R. Lasocki, WOSPRiT, K. Stryja, Olympia OCD 323)
nº 2 – 1996 (M. Rezler, NOSPR, G. Chmura, DUX 0594)
- Concerto da camera pour hautbois, percussion et cordes – 1972
- Concerto pour trompette et orchestre – 1973
- Concerto pour piano – 1989 (Pavel Gililov, WOSPRiT, Antoni Wit, Koch Schwann 3-1573-2)
- Concerto pour saxophone et orchestre à cordes – 1992 (John-Edward Kelly NEOS)
- Canti Amadei per violoncello ed orchestra – 1984 (I. Monighetti, Capella Cracoviensis, S. Gałoński, ISPV 179 CD)
- Concerto pour violoncelle et orchestre – 1995 (B. Pergamenschikov, NOSPR, A. Wit, DUX 0594)
- Concerto pour harpe, violoncelle et orchestre à cordes – 1984 (B. Trendowicz, K. Jaroszewska, Chamber Orchestra Amadeus, A. Duczmal; PR CD 085-2)
- Caro Luigi per 4 violoncelli ed orchestra d'archi – 1989
- Concerto pour clarinette et orchestre – 2001 (E. Brunner, NOSPR, G. Chmura, DUX 0594)
- Double concerto pour violon, violoncelle et orchestre – 2006 (M. Rezler, Julius Berger, Ł. Borowicz, NOSPR; DUX 0695)
- Concerto pour guitare (acoustique), caisses claires et orchestre à cordes (2011)

### Musique vocale
- Symphonie nº 2 Epitaphium Stanisław Wiechowicz in memoriam pour chœur et orchestre – 1967
- Symphonie nº 3 Symphonie d'Orphée pour chœur et orchestre – 1968
- Liryc Triptych pour ténor et orchestre de chambre – 1976
- Mass pour chœur mixte et orchestre – 1996 (The National Orchestra and Choir in Warsaw, Antoni Wit, ACD 096-2)
- Wjelitchalnaja pour chœur mixte – 1988 (Polish Nightingales, Wojciech A. Krolopp, Azymuth AZ AZ CD 11.045)
- Creation (Schöpfung), oratorio pour soli, chœur et orchestre – 1999
- Symphonie nº 8 Sinfonia da requiem pour chœur et orchestre – 2009
- Symphonie nº 9 pour chœur et orchestre – 2016
- Chansons d'un rêveur solitaire, sur des poèmes de Verlaine, pour soprano et orchestre, 2012

### Musique de chambre

#### Pour deux instruments
Violon et piano
- Misterioso pour violon et piano – 1994 (A. Breuninger, I. Berger; Ars Musici AM 1204-02)
- Capriccio interrotto pour violon et piano – 2000 (A. Bayeva, G. Karyeva, PR CD 194; – R. Simovic, Z. Darhomorska, PR CD 191)

Violoncelle et piano
- Canzona per violoncello e pianoforte – 1981 (D. Geringas, T. Schatz, ISPV 192 CD; – E. Mizerska, E. Abbate, TOCC 0098)
- Deux sonates pour violoncelle et piano

Sonata per violoncello e pianoforte No.1 – 1983 (- R. Korupp, K. Meyer, Ambitus 97848; – E. Mizerska, E. Abbate, TOCC 0098)
Sonata per violoncello e pianoforte No.2 – 2004 (E. Mizerska, K. Glensk, TOCC 0098 CD)
Autres formations
- Impromptu multicolore pour deux pianos – 2000 (A. Soós, I. Haag, MGB CTS-M 107)
- Duetti concertanti pour basson et piano – 2004 (K. & Etsuko Okazaki, ISPV 194 CD)
- Metamorphoses pour saxophone et piano – 2004 (J.-E. Kelly, B. Versteegh, ISPV 194)

#### Pour trois instruments
- Hommage à Nadia Boulanger pour flûte, alto et harpe – 1971 (rec. E. Gajewska, R. Duź, H. Storck, ISPV 189 CD)
- Trio avec Piano – 1980 (Trio Wawelskie, ISPV 176 CD; – Arcadia Trio, Bella Musica 31.2415; – Trio Altenberg, Challenge classic 72310)
- Trio pour flûte, alto et guitare – 1992 (R. Aitken, E. Schloifer, R. Evers, ISPV 176 CD)
- Trio à cordes – 1993 (Deutsches Streichtrio; ISPV 176 CD; – T. Gadzina, R. Duź, M. Wasiółka; Acte Préalable AP0146)
- Trio pour clarinette, violon et piano – 1998 (E. Brunner, I. Monighetti, P. Gililov; ISPV 189 CD)
- Trio pour hautbois, basson et piano – 2002 (Tomohara Yosiba, Koji et Etsuko Okazaki, ISPV 194)

#### Pour quatre instruments
- 13 Quatuors à cordes

nº 1 – 1963
nº 2 – 1969
nº 3 – 1971
nº 4 – 1974
nº 5 – 1977
nº 6 – 1981)
nº 7 – 1985
nº 8 – 1985
nº 9 – 1990
nº 10 – 1994
nº 11 – 2001
nº 12 – 2005
nº 13 - 2010
nº 14 - 2014
nº 15 - 2018
- Quattro colori for clarinet, trombone, 'cello and piano – 1970
- Concerto retro for flute, violin, violoncello and harpsichord – 1976 (E. Gajewska, T. Gadzina, M. Wasiółka, K. Meyer, Acte Préalable AP0076)

#### Pour cinq instruments ou plus
- Quintette avec Clarinette – 1986 (E. Brunner, Wilanow String Quartet, ISPV 147 CD; – P. Drobnik, Kwartet Wieniawski; Dux 0507/0508)
- Capriccio per sei strumenti – 1988 (E. Gajewska, T. Gadzina, R. Duź, M. Wasiółka, ISPV 189 CD)
- Quintette avec piano – 1991 (Wilanow String Quartet & K. Meyer; ISPV 171 CD; – Wieniawski Quartet & Andrzej Tatarski; Dux 0507/0508)
- Cinque colori for flûte, violon, violoncelle, percussion et piano – 2001

### Musique instrumentale

#### Pour piano sol
- 6 Sonates pour Piano (Complete Piano Works - Christian Seibert, EDA 36)

nº 1 – 1962 (K. Meyer, Acte Préalable AP0076)
nº 2 – 1963 (B. Otto, Sächsische Tonträger LC 9930)
nº 3 – 1966
nº 4 – 1968
nº 5 – 1975
nº. 6 – 2006
- 24 Preludes pour piano – 1978 (K. Meyer, ISPV CD 174; – P. Kubica, SMS RP 12691 CD)
- Quasi una Fantasia pour piano – 2005

#### Pour d'autres claviers
- Sonate pour clavecin – 1973 (E. Chojnacka, ERATO Japan CD 056044
- Fantasy pour orgue – 1990 (S. Palm; KR 10068)

#### Pour violon solo
- Sonate pour violon seul – 1975 (W. Marschner, ISPC 192 CD)
- 6 Preludes pour violon seul – 1981

#### Pour violoncelle solo
- Deux sonates pour violoncelle solo

no 1 – 1961 (R. Korupp, CD Ambitus 97484)
no 2 – 2007
- Moment musical – 1976

### Publications
- Krzysztof Meyer (trad. Odile Demange), Dimitri Chostakovitch, Fayard, 1994, 605 p. (ISBN 978-2-213-59272-5)
- Krzysztof Meyer, Witold Lutosławski (avec Danuta Gwizdalanka), Cracovie 2003 (vol. 1), 2004 (vol. 2)
- Krzysztof Meyer, Dmitri Schostakowitch. Erfahrungen, Leipzig 1983
- Krzysztof Meyer, Prokofjew und Schostakowitsch, in: Bericht über das internationale Symposion "Sergej Prokofjew – Aspekte seines Werkes und der Biographie", Regensburg 1993, s. 111–133
- Krzysztof Meyer, Analyse musikalischer Form in Psychologischer Hinsicht, in: Musikpedagogik als Aufgabe, Kassel 2003
- de nombreux articles publiés en Pologne.